# اسپرینگتن، استرالیای جنوبی
اسپرینگتن (به انگلیسی: Springton) یک شهرک در استرالیا است که در استرالیای جنوبی واقع شده‌است.